# School Days (videojuego)
School Days (スクールデイズ Sukūru Deizu?) es una novela visual eroge japonesa desarrollada por 0verflow. El primer juego es inmensamente diferente de las novelas visuales tradicionales y tiene finales buenos y malos. Un spin-off de este juego, lanzado también por 0verflow, titulado Summer Days (サマーデイズ Samā Deizu?) usa el mismo sistema pero sin finales violentos.
En 2009, fue lanzado otro juego titulado Cross Days, que sigue la misma línea de tiempo que School Days.
La novela visual ha sido adaptada a serie de anime, manga, tres novelas gráficas y un CD Drama.

## Argumento
Makoto Itō, un estudiante de secundaria, se empieza a interesar en una chica que ve en el tren durante el camino a la escuela, Katsura Kotonoha, e incluso se las ingenia para sacarle una foto con su móvil. Debido a cambios de sitio de los alumnos en su clase, él se termina sentando al lado de Sekai Saionji, quien al curiosear en el móvil de Makoto mientras hablaba con él, descubre su enamoramiento y decide ayudarlo hasta que Kotonoha Katsura acepte salir con él.
Gracias a Sekai, Makoto finalmente le declara sus sentimientos a Kotonoha y esta le corresponde. Más tarde, mientras Makoto esperaba a Kotonoha y Sekai esperaba su tren en la estación, él le da las gracias a Sekai por haberlo ayudado con su relación con Kotonoha y le dice que se lo pagará. Sekai aprovecha el momento para robarle un beso a Makoto y le dice que con eso bastará. Debido a la indecisión de Makoto sobre sus sentimientos hacia Kotonoha y Sekai, empieza la historia de drama y romance School Days.

## Modo de juego
El juego requiere de poca interacción por parte del jugador, debido a que la mayor parte del juego consiste en oír o leer los diálogos entre los personajes. De vez en cuando, el jugador llegará a un «punto de decisión» donde se le da la oportunidad de elegir alguna opción mostrada en la pantalla. En estas ocasiones, el juego se pausa hasta que la decisión se toma o se acaba el tiempo asignado para ello, y la trama se va dirigiendo a una dirección específica.
Dependiendo de las decisiones del jugador, algunas escenas hentai del protagonista Makoto y alguna de las heroínas teniendo relaciones sexuales pueden verse. Hay 21 finales diferentes que el jugador puede experimentar. Para ver todos los finales, el jugador deberá jugar el juego muchas veces y elegir diferentes opciones en los puntos de decisión, para llevar la trama a una dirección alternativa.

### Finales
De de veintiún finales posibles, quince son «buenos» (el protagonista se queda con alguna chica), tres son «malos» (involucran la muerte de un personaje principal) y otros tres malos más en la versión PS2, dos son finales harem (el protagonista se queda con varias chicas) y uno es una variación de cualquiera de los anteriores. A pesar de que solo existen tres finales malos, son tan impactantes y violentos que se hicieron más famosos que los buenos.

## Personajes

### School Days
Makoto Itō (伊藤誠 Itō Makoto?)
Seiyū: Tatsuya Hirai (juego), Daisuke Hirakawa (anime) Junji Majima (CD-drama)
Es un estudiante de primer año de la escuela Sakakino. Es un chico amable y comprensivo, quien se enamora de Kotonoha a quien observa en el tren. Sekai se ofrece a unirlos, pero después de lograrlo descubre que también le gusta Makoto y este termina en un triángulo amoroso. Dependiendo de las decisiones del jugador, Makoto puede ser un novio fiel o una persona egoísta y cruel que podría llegar a tener varias relaciones con otras chicas. Es buen amigo de Taisuke y Otome (la cual esta enamorada de él). Sus padres se divorciaron (aunque se revela más tarde que es el hijo de Tomaru Sawagoe, un personaje que ha aparecido en varios juegos de 0verflow, conocido por tener muchas amantes y varios hijos bastardos) y vive junto con su madre en un apartamento; su hermana Itaru vive con su padre. 
En el anime, aunque al principio es amable y comprensivo, se le sube a la cabeza que Sekai y Kotonoha se peleen por él y termina volviéndose adicto al sexo y egoísta con las chicas. En el último episodio es asesinado por Sekai, quien lo acuchilla por haberla dejado por Kotonoha. Kotonoha enloquece por completo al ver el cadáver de Makoto y termina matando a Sekai en venganza, no sin antes cortarle la cabeza a Makoto.
Sekai Saionji (西園寺世界 Saionji Sekai?)
Seiyū: Kaname Yuzuki (juego), Shiho Kawaragi (anime)  Ai Yamamoto (CD-drama)
Sekai es una estudiante del primer año. Es una chica muy alegre y amistosa. Sentándose al lado de él en la clase, ella ve la foto que Makoto tomó en secreto de Kotonoha en su teléfono móvil. Ella le ayuda a conseguir estar cerca de Kotonoha, a pesar de que ella poco a poco se irá enamorando de él también. A pesar de su actitud alegre, Sekai a veces puede ser egoísta, histérica y manipuladora. Ella es la hija de Youko Inou (quien se cambió el apellido a Saionji), una de las protagonistas del juego Summer Radish Vacation!! y trabaja en Radish, un restaurante que le pertenece a su familia. 
En el anime, ella trata de ayudar a Makoto a que sea pareja de Kotonoha, pero termina enamorándose de él. Makoto, aburrido de lo mojigata que es Kotonoha, decide ir por Sekai y empiezan a verse a escondidas. Sekai sale embarazada y Makoto decide volver con Kotonoha, quien estaba devastada por la traición de Makoto. Desesperada, Sekai mata a Makoto con un cuchillo y más tarde es asesinada por Kotonoha, quien la acusa de haber fingido su embarazo para quitarle a Makoto.
Kotonoha Katsura (桂言葉 Katsura Kotonoha?)
Seiyū: Soyogi Tōno (juego), Tae Okajima (anime) Kotono Mitsuishi (CD-drama)
Tímida y reservada, Kotonoha es una estudiante del primer año. Tiene fama de ser muy hermosa y con una figura voluptuosa, lo que hace que sea popular con los chicos y odiada por las chicas (sobre todo por Otome y sus amigas). Al principio Makoto esta enamorado de ella y siempre la observa desde el tren. Gracias a Sekai ambos terminan siendo pareja y Kotonoha esta feliz de por fin tener un novio y una amiga. A pesar de su actitud tranquila, Kotonoha es muy débil mentalmente, lo que hace que pueda llegar a culparse por todo, imaginar cosas o hasta ser manipuladora con tal de tener a Makoto a su lado. Su familia es rica y vive con sus padres y su hermana menor Kokoro.
En el anime, Kotonoha empieza a enloquecer lentamente al saber que Makoto la engaña con su supuesta amiga Sekai y su desesperación por mantenerlo a su lado. Makoto se siente culpable por engañarla y decide dejar a Sekai, pero esto provoca que sea asesinado por ella. Más tarde Kotonoha ve lo que sucedió y le corta la cabeza a Makoto, la cual le muestra a Sekai antes de matarla en venganza por la muerte de su novio. 
Setsuna Kiyoura (清浦刹那 Kiyoura Setsuna?)
Seiyū: Hana Yamamoto (juego), Keiko Imoto (anime) Kanae Ito (CD-drama)
También en el primer año, Setsuna es un miembro del consejo estudiantil. Ella es una chica madura y seria, es la mejor amiga de Sekai, llegando en varias ocasiones a lastimar a otros y hasta descuidar su propia felicidad por ayudarla. Setsuna es la hija de Mai Inou (quien se cambió el apellido a Kiyoura), una de las protagonistas del juego Summer Radish Vacation!!. En el spin-off Summer Days ella es mucho más tímida y considerada con los demás, ya que Sekai no está.
En el anime, ella tiene que irse a Francia. Preocupada de que Sekai se sienta sola sin ella, Setsuna decide sacar a Kotonoha de la vida de Makoto para que este haga feliz a Sekai. Se sabe poco después que Setsuna también esta enamorada de Makoto. Finalmente se muda a Francia y Makoto deja a Sekai por Kotonoha, lo que hace que Sekai caiga en una gran depresión.
Nanami Kanroji (甘露寺七海 Kanroji Nanami?)
Seiyū: Fujimura Mio (juego), Chiaki Takahashi (anime)
Una amiga de Sekai que iba a la misma escuela con ella. Le ofrecieron la admisión a la escuela basada en sus talentos atléticos especiales. Es madura y decidida en lo que hace, y es la amante de un chico mayor del colegio.
Hikari Kuroda (黒田光 Kuroda Hikari?)
Seiyū: Hikari Kuroda (juego), Ryōko Tanaka (anime)
Una de las amigas de Sekai, que está en la misma clase con Makoto y ella. Ella tiene le tiene un poco de aversión a este, creyendo desde el principio de la historia que él salía con Sekai. Se siente atraída por Taisuke pero él no le hace caso pues ella no le confiesa sus sentimientos aún y él está enamorado de Kotonoha. Finalmente, se involucra sexualmente en varias ocasiones por diversión con Makoto.
Su nombre está basado en Kuroda Kiyotaka.
Otome Katō (加藤乙女 Katō Otome?)
Seiyū: Yuki Matsunaga (juego), Haruka Nagami (anime)
Ella está en la clase 4 del primer año de Sakakino Gakuen, y una de las amigas de Makoto desde hace mucho tiempo. Otome es del equipo de baloncesto, y también es la líder de las muchachas que molestan a Kotonoha. Otome siempre ha querido a Makoto, pero él no parece pensar en ella románticamente. Cuando Kotonoha es la novia de Makoto, Otome se irrita mucho porque piensa que es mentira y se pone celosa; ella pensaba que su relación ya había acabado.
Su nombre está basado en Katō Tomosaburō.
Taisuke Sawanaga (澤永泰介 Sawanaga Taisuke ?)
Seiyū: Hikage Hyūga (juego), Yoshiaki Matsumoto (anime) Junya Enoki (CD-drama)
Es el mejor amigo de Makoto y esta en la misma clase que el. Es muy alegre, excéntrico y pervertido y esta obsesionado con tener novia, sin saber que Hikari esta enamorada de él. Se interesa por Kotonoha, a pesar de que ella le deja en claro que está saliendo con Makoto. Aunque aun puede quedarse con Kotonoha en ciertos finales.
Sin saberlo, Taisuke será el detonador que provoque los finales más sangrientos del juego al violar a Sekai o Kotonoha en el baile escolar. Es el hermano menor de Miki Sawanaga del juego Pure Mail.

### Summer Days
Además de los personajes principales de la entrega anterior, Summer Days cuenta con nuevos personajes, con posibles intereses amorosos para Makoto.
Ai Yamagata (山県 愛 Yamagata Ai?)
Seiyū: Mio Okawa (juego)
Es amiga de Sekai y Hikari y conoce a Makoto y Otome desde la escuela media. Hace pequeños cameos en Cross Days (donde también es un posible interés amoroso) y en el segundo episodio del anime. Es muy coqueta con Makoto y está dispuesta a hacerlo suyo, para angustia de Kotonoha.
Su nombre está basado en Yamagata Aritomo.
Karen Katou (加藤 可憐 Katō Karen?)
Seiyū: GUNTA (juego)
Es la atrevida hermana menor de Otome. A diferencia de su hermana, Karen es alegre y gusta molestar a su hermana sobre sus sentimientos por Makoto. Es amiga de las gemelas Nijou.
Kazuha Nijou (二条 一葉 Nijō Kazuha?) y Futaba Nijou (二条 二葉 Nijō Futaba?)
Seiyū: Aoi Kamizuki (Kazuha) Yayoi Sogetsu (Futaba)
Dos hermanas gemelas muy diferentes entre sí. Kazuha es tímida y reservada mientras que Futaba es muy energética. A pesar de sus inocentes apariencias, hicieron un cameo en final de School Days: El Makoto de Todas, donde Hikari comenta que hay un par de gemelas de primer año que quieren probar su primera vez con Makoto. Además en Summer Days, al parecer Futaba tiene una relación incestuosa con su padre.
Oruha Hashimoto (橋本 織葉 Hashimoto Oruha?)
Seiyū: Hazuki Futami
Camarera empleada de Radish. A Oruha Hashimoto inicialmente no le gusta Setsuna y se burla de ella con burlas y humillaciones, pero con el tiempo comienza a aceptarla. Ella es una buena amiga de Noan Murayama. De todo el elenco femenino, Oruha es la única chica con un novio establecido desde el principio.
Noan Murayama (村山 野杏 Murayama Noan?)
Seiyū: Yūka Hara
La segunda camarera de Radish, Noan Murayama es aproximadamente igual a Oruha, a pesar de que es más suave y tolerante. Setsuna la ve a ella como un modelo a seguir. Su cumpleaños y su apellido se derivan de Murayama Tomiichi.

### Cross Days
Además de los personajes principales de las entregas anteriores, Cross Days cuenta con nuevos personajes, con posibles intereses amorosos para Makoto y Yuuki.
Yuuki Ashikaga (足利 勇気 Ashikaga Yūki?)
Seiyū: Mahiru Nakano (juego)
Reservado y tímido, Yuuki es el protagonista de Cross Days. Es un estudiante bibliotecario cuya vida sufre un giro después de que descubra que la chica que le gusta, Kotonoha, cuyo novio Makoto la engaña con Roka, una chica que en verdad está enamorada de Yuuki. Se siente acomplejado por sus gafas y su afeminada apariencia y es manipulado fácilmente por todos. Le gusta leer, jugar MMOs y admira mucho a Kyouichi.
Roka Kitsuregawa (喜連川 路夏 Kitsuregawa Roka?)
Seiyū: Ren Minazuki (juego)
Roka es una estudiante de primer año del club de básquet. Callada, aunque amigable, conoce a Yuuki en la librería y tiempo después Chie los presenta, donde ella se enamora de él. Al igual que Yuuki, Roka está acomplejada por su altura. 
Chie Ashikaga (足利 知恵 Ashikaga Chie?)
Seiyū: Mina Motoyama (juego)
La fastidiosa hermana mayor de Yuuki. Está en el equipo de básquet y se encarga de presentar a Roka y Yuuki, aunque esto es lo que provoca el malentendido con Makoto y la trama de Cross Days. Está envidiosa de Nanami, y se muestra de que ella fue quien los grabó a ella y su novio Kyouichi teniendo relaciones en el anime de School Days.
Ion Ishibashi (石橋 伊穏 Ishibashi Ion?)
Seiyū: Yuzu Tonuma
Ion Ishibashi es una estudiante y un miembro del equipo de baloncesto femenino. Ella es una amiga andrógina de Chie, que también fuma. Su nombre se deriva de Tanzan Ishibashi.
Youka Kira (吉良 洋佳 Kira Yōka?)
Seiyū: Miru Takakura
Pasiva y sagaz, Youka Kira es un estudiante. Ella es una amiga de Chie, que también fuma.
Kyouichi Kasannoin (花山院 恭一 Kasannoin Kyōichi?)
Seiyū: Takezō Koike (juego)
Es el mejor amigo de Yuuki y novio de Nanami. Es un chico pervertido que le gusta jugar eroges y trabaja como profesor particular en su tiempo libre. Hace una pequeña aparición en el episodio 10 del anime School Days, donde se muestra que el grupo de Otome los grabaron a él y a Nanami teniendo relaciones (en las que se ve que él le obligó a decirle "onii-chan" y que aparentemente Nanami tiene una voz muy aguda en la cama). A pesar de esto, se revela en Cross Days y Shiny Days que Kyouichi ha engañado a Nanami con otras chicas, hasta con su hermana menor.

## Adaptaciones

### Manga
El manga School Days, fue editado en Comp-Ace. Comienza de la misma manera que el juego y el anime, pero toma caminos diferentes y su final es completamente distinto. Fue recopilado en 2 volúmenes.
| Título        | Publicante (Japón) | ISBN               | Fecha                   |
| ------------- | ------------------ | ------------------ | ----------------------- |
| School Days 1 | Comp-Ace           | ISBN 4-04-713946-7 | 26 de julio de 2007     |
| School Days 2 | Comp-Ace           | ISBN 4-08-876139-1 | 26 de noviembre de 2007 |

### Novelas
Editadas por Harvest Novels (la primera y la segunda) y escrita por Tome Okada, mientras que la tercera fue escrita por Takuya Baba y publicada por JIVE CHARACTER NOVELS.
| Título               | Traducción                    | ISBN               |
| -------------------- | ----------------------------- | ------------------ |
| School Days 言葉編   | School Days: Edición Kotonoha | ISBN 4-434-07104-1 |
| School Days 世界編   | School Days: Edición Sekai    | ISBN 4-434-07104-1 |
| School Days 君といる | School Days: Contigo          | ISBN 4-86176-245-6 |

### Anime
La serie anime creada por los estudios TNK y dirigido por Keitaro Motonaga, fue estrenado el 3 de julio de 2007 en la cadena televisiva TV Kanagawa. Consta de un total de 12 episodios.
El anime se basa en el videojuego original, el cual trata de un triángulo amoroso. Es una serie del género 'harem. Se diferencia de los demás ya que se muestra para un grupo juvenil-adulto.

### OVA

#### Magical Heart
El 28 de marzo de 2008 fue estrenada la OVA titulada: "El corazón mágico de Kokoro-chan" (Ｓｃｈｏｏｌ Ｄａｙｓ ～マジカルハート☆こころちゃん～ School Days ～Majikaru Hāto ☆ Kokoro-chan～?). El género es magical girl.
Este episodio es un spin-off del juego School Days creado por 0verflow, muestra a Kokoro Katsura, la pequeña hermana de una de las protagonistas, en un papel totalmente alternativo al que lleva en el juego original y su posterior adaptación al Anime, ya que aquí vemos a Kokoro como una chica mágica, básicamente, el episodio es una parodia del género de chicas mágicas.

#### Valentine Days
En 2008 se lanzó una segunda OVA, titulada School Days: Valentine Days. El episodio es dirigido por Keitaro Motonaga, escrito por Makoto Uezu, y la música está a cargo de Makoto Uezu.
En el episodio, Sekai, Kotonoha y otras compañeras de clase van de viaje a unas aguas termales donde discutir sus planes para el día de San Valentín. Cuando el día llega, todas las chicas luchan por quién le dará el chocolate de San Valentín a Makoto.

## CD Drama
0verflow lanzó un CD drama titulado School Days: Pequeña promesa el 24 de febrero de 2006. Con la creación de un programa de radio en Internet para promover la serie de anime, titulado Radio de School Days, estuvo en línea entre el 26 de junio de 2007 y el 28 de marzo de 2008, publicado por Lantis Web Radio y Onsen. Tres CD fueron lanzados entre el 21 de noviembre de 2007 y el 21 de mayo de 2008, que contiene todos los cuarenta programas de radio. Los programas fueron organizados por Shiho Kawaragi (voz de Sekai) y Soyogi Toño (voz de Kotonoha). Dos CD drama fueron lanzados por Lantis para la serie de anime entre el 8 de agosto de 2007 y el 24 de octubre de 2007.

## Polémica y censura
School Days sufrió una censura durante su transmisión semanal en Japón. Un día antes de emitirse el último episodio de la serie, que desde un principio se tenía previsto estrenarse el día 18 de septiembre de 2007, una chica asesinó a su novio con un hacha en Kyoto, que se presume fue provocado por otro anime que estaba en emisión en las mismas fechas, Higurashi no Naku Koro ni Kai. Como consecuencia, TV Kanagawa reemplazó el episodio, ya que se sabía que contenía material violento similar, con media hora de escenas y música clásica para evitar la asociación con el asesinato. Las otras cadenas que transmitían el anime hicieron lo mismo, excepto por AT-X, que no había tomado una decisión aún. La semana siguiente, 0verflow anunció que una proyección del episodio se haría en Tokio como parte del lanzamiento del primer volumen de la serie en DVD, y para entrar se requería una copia del juego de PC original o el de Summer Days. Sin embargo, AT-X anunció que transmitiría el episodio el 27 de septiembre, con algunas alteraciones, entre ellas el color de la sangre fue cambiado a negro.
La proyección del episodio por parte de 0verflow mostró la versión sin cortes del episodio 12, incluyendo la sangre roja, más efectos de sonido y menos flashbacks. La escena sin censura fue incluida en el DVD lanzado el 27 de febrero de 2008.
El repentino cambio del último episodio sorprendió a muchos fanáticos, pero, en medio de la conmoción, un usuario de 4chan comentó «Nice boat» (Lindo bote), refiriéndose al ferry Fjord que se mostraba en las escenas. La frase se volvió muy conocida en internet, hasta el punto que 0verflow decidió nombrar como Nice boat a su stand en la Comiket 3 de diciembre de 2007, vendiendo material de Nice boat junto a su línea normal de artículos, además de nombrar así el bote inflable en el que se refugian los personajes de Magical Heart Kokoro Chan durante la inundación de sangre luego de la batalla con el Mecha-Tanaka de Setsuna.